# Kuito (Seen)
Koordinaten: 65° 8′ 0″ N, 31° 15′ 0″ O

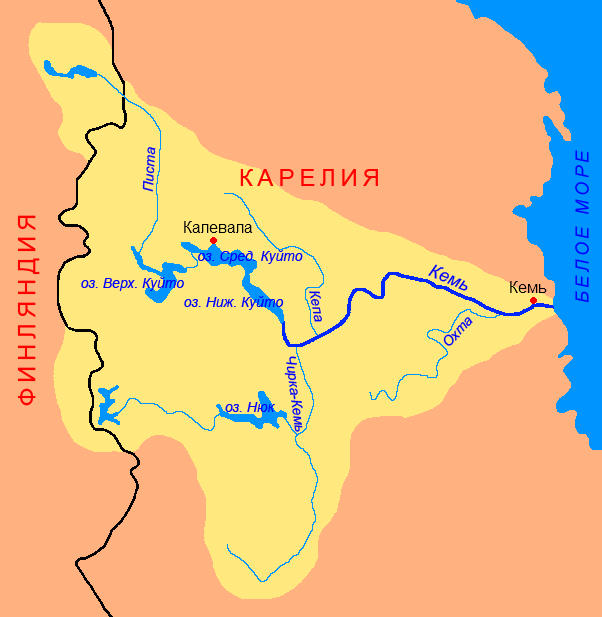
Kuito-Seensystem im Einzugsgebiet des Kem

Kuito (russisch Ку́йто, finnisch Kuittijärvet) ist ein Seensystem im Westen der zu Russland gehörenden Republik Karelien.
Es umfasst drei Seen. Von Westen nach Osten sind dies: Werchneje Kuito („Oberer Kuito“), Sredneje Kuito („Mittlerer Kuito“) und Nischneje Kuito („Unterer Kuito“).
Diese Seen liegen zwischen 100 und 103 m Höhe und haben zusammen eine Wasserfläche von etwa 600 km².
Sie bilden ein etwa 140 km langes Gewässersystem. Die Seen sind über natürliche Kanäle miteinander verbunden. Sie werden in östlicher Richtung vom Kem zum Weißen Meer entwässert.
Seit 1956 wird der Abfluss aus dem untersten der drei Seen reguliert.
Zu den in den Seen gefangenen Fischen zählen: Salmoninae, Kleine Maräne, Coregonus, Äsche,
Stint, Flussbarsch, Rutilus, Aland, Hecht, Quappe. Kaulbarsch.